# 1520
Năm 1520 (số La Mã:MDXX) là một năm nhuận bắt đầu vào Chủ Nhật (liên kết sẽ hiển thị đầy đủ lịch) trong lịch Julius.